# Latreillia elegans
Latreillia elegans P. Roux, 1830 [in P. Roux, 1828-1830] è una specie di granchio della famiglia Latreilliidae.

## Habitat e distribuzione
Molto raro, reperibile su fondali mobili da 30 a 400 metri di profondità nel Mar Mediterraneo e nell'Oceano Atlantico orientale.

## Descrizione
Di colore rossastro, a bande.